# Angela Piggford
Angela Mary Piggford, po mężu Gilmour (ur. 17 sierpnia 1963 w Gateshead) – brytyjska lekkoatletka, sprinterka, dwukrotna medalistka igrzysk Wspólnoty Narodów, olimpijka.
Na igrzyskach Wspólnoty Narodów reprezentowała Anglię, a na pozostałych dużych imprezach międzynarodowych Wielką Brytanię.
Specjalizowała się w biegu na 400 metrów. Odpadła w eliminacjach tej konkurencji na halowych mistrzostwach Europy w 1986 w Madrycie.
Zdobyła srebrny medal w sztafecie 4 × 400 metrów (w składzie: Jane Parry, Linda Keough, Piggott i Kathy Cook) oraz zajęła 8. miejsce w finale biegu na 400 metrów na igrzyskach Wspólnoty Narodów w 1986 w Edynburgu. Na igrzyskach olimpijskich w 1988 w Seulu zajęła 6. miejsce w sztafecie 4 × 400 metrów (wystąpiła tylko w biegu finałowym). Zajęła 4. miejsce w biegu na 400 metrów na halowych mistrzostwach Europy w 1989 w Hadze i odpadła w eliminacjach tej konkurencji na halowych mistrzostwach świata w 1989 w Budapeszcie.
Zwyciężyła w sztafecie 4 × 400 metrów (która biegła w składzie: Piggford, Jennifer Stoute, Sally Gunnell i Keough) oraz zajęła 6. miejsce w biegu na 400  metrów na igrzyskach Wspólnoty Narodów w 1990 w Auckland. Zajęła 5. miejsce w biegu na 400 metrów na halowych mistrzostwach Europy w 1990 w Glasgow. Na mistrzostwach Europy w 1990 w Splicie Piggott odpadła w półfinale biegu na 400 metrów oraz wystąpiła w biegu eliminacyjnym sztafety 4 × 400 metrów. W finale zastąpiła ją Sally Gunnell, a sztafeta brytyjska zdobyła brązowy medal.
Piggford była wicemistrzynią Wielkiej Brytanii (WAAA) w biegu na 400 metrów w 1986 i brązową medalistką w 1989. Zwyciężyła na tym dystansie w mistrzostwach UK Championships w 1986 oraz zdobyła srebrny medal w 1985, 1989 i 1990. W hali była mistrzynią Wielkiej Brytanii w biegu na 400 metrów w 1986 i brązową medalistką w 1989.
Jej rekord życiowy w biegu na 400 metrów wynosił 52,79 s, ustanowiony w 1989.